# Província de Puno

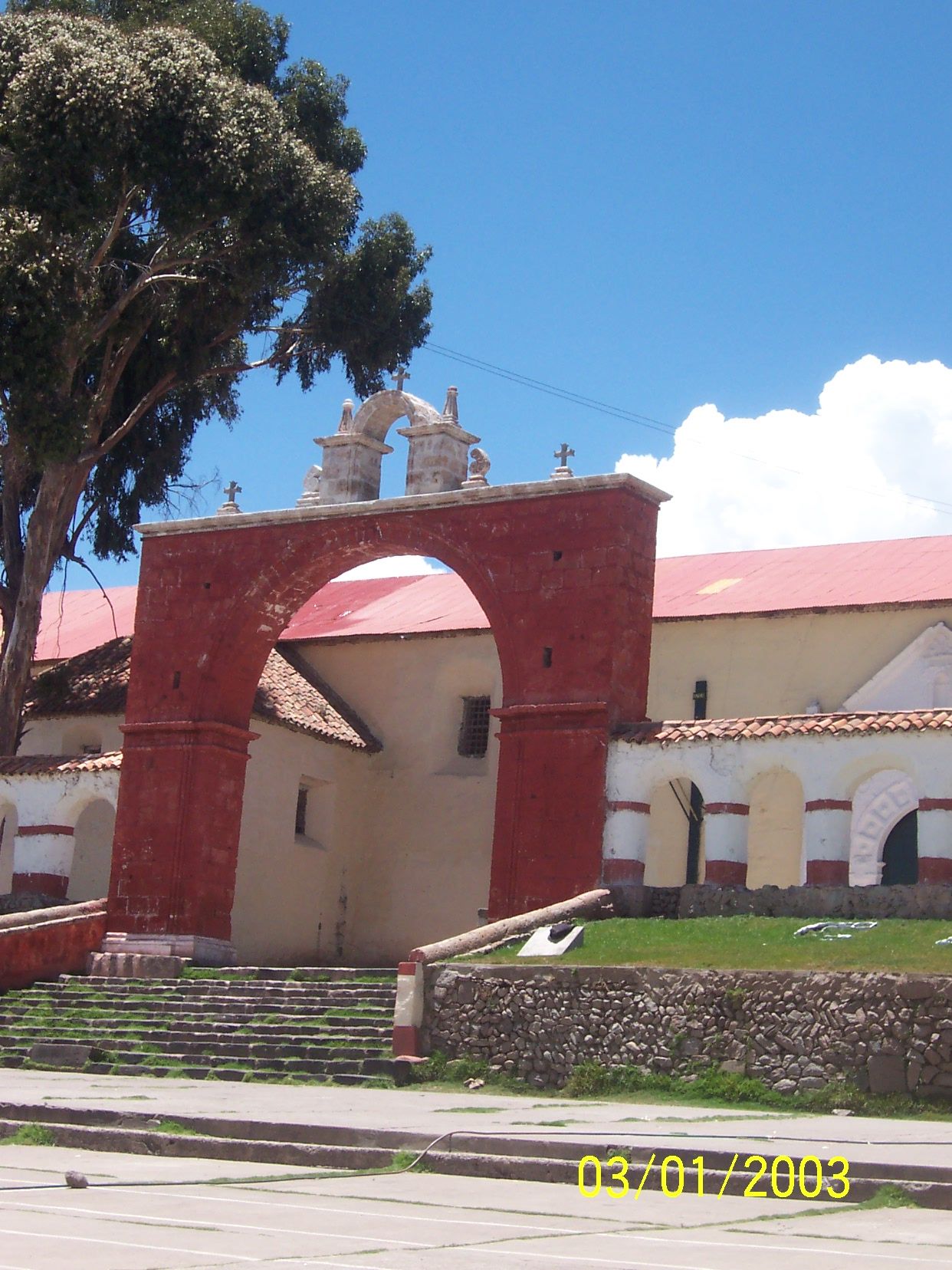
Església La Asunción del districte de Chucuito

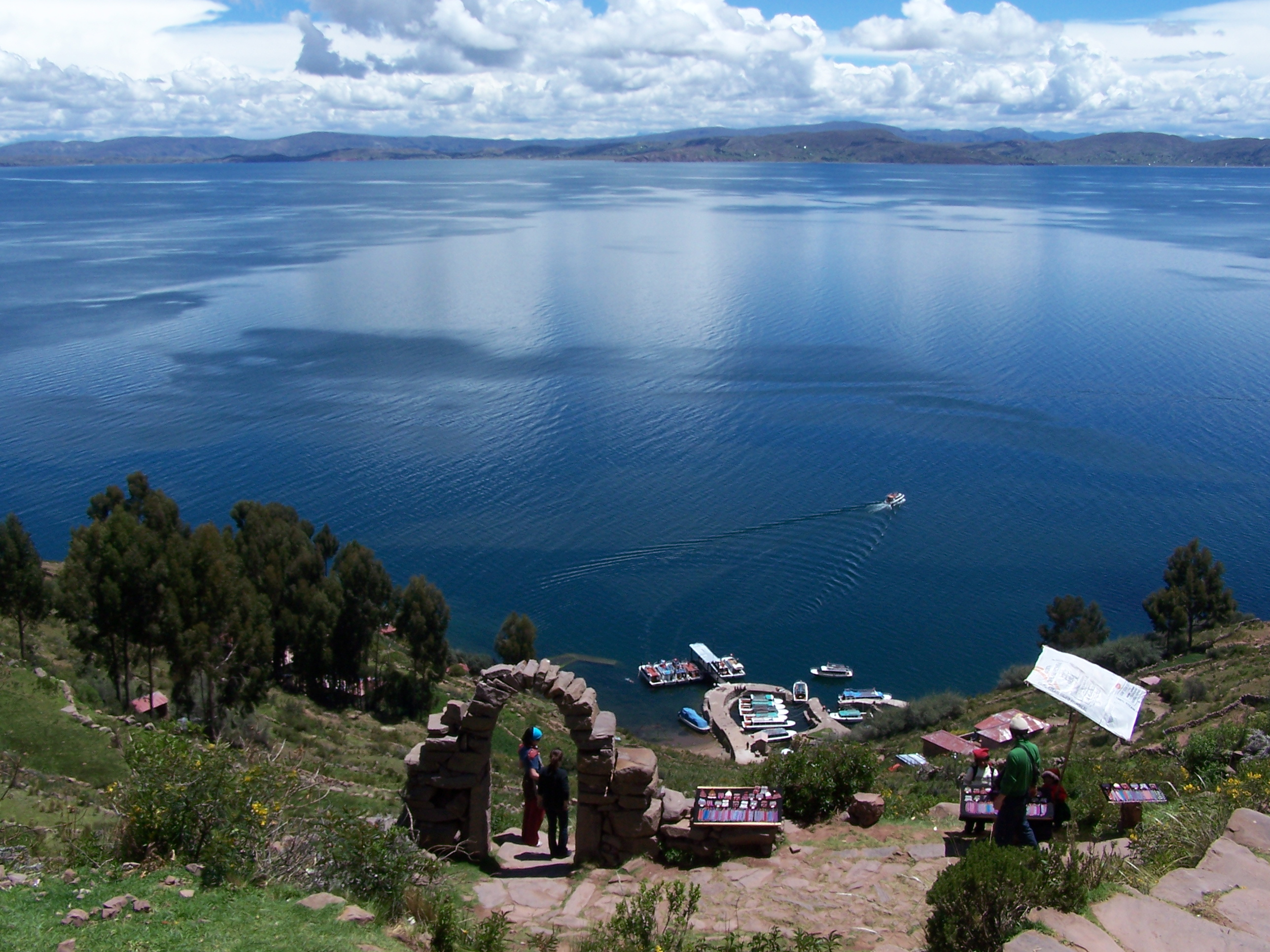
Illa de Taquile

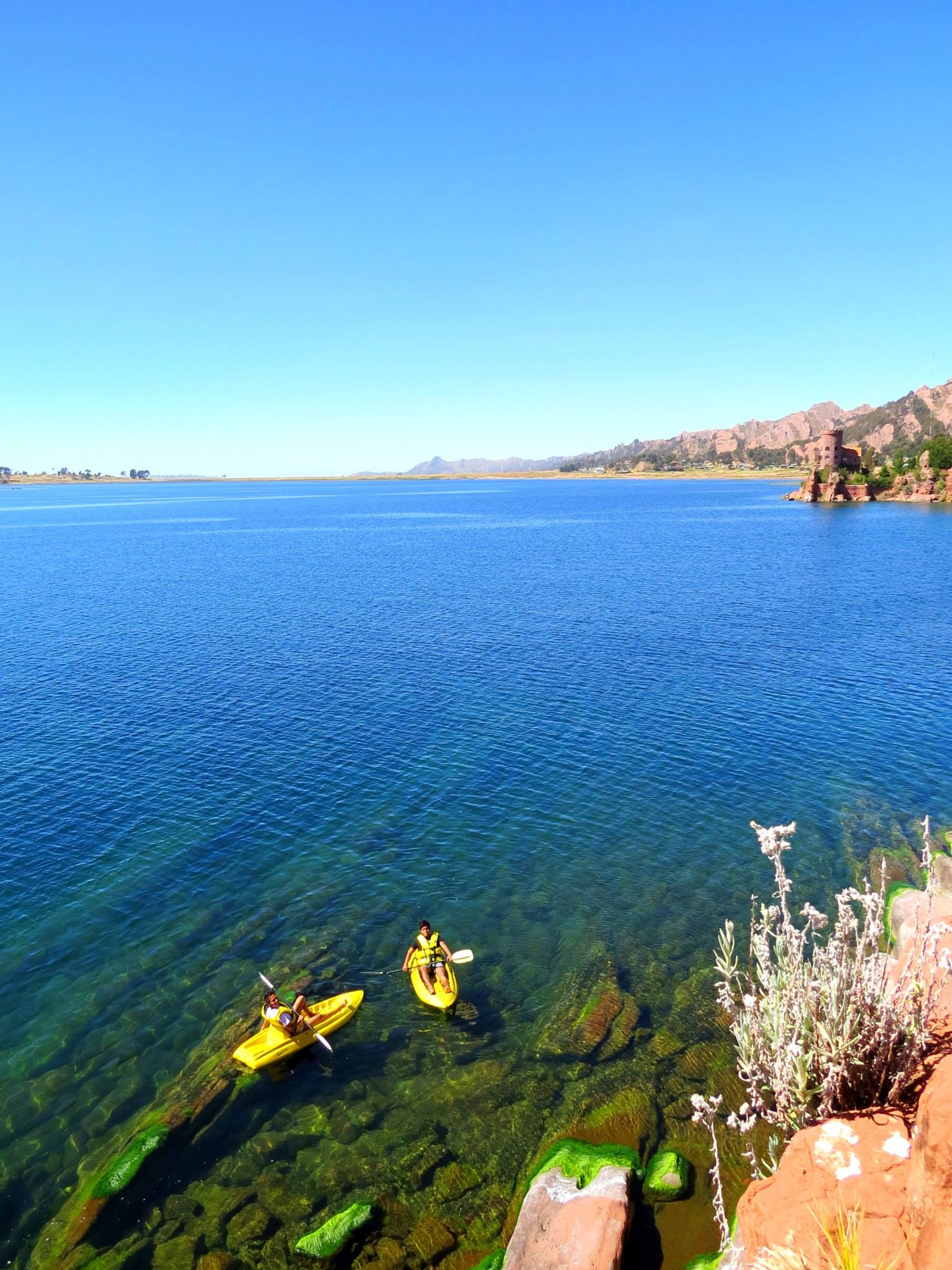
Caiac al Castell de Puno

La província de Puno és una de les tretze que formen la regió de Puno al sud del Perú. Limita pel nord amb les províncies de Huancané i San Román, per l'est amb el llac Titicaca, pel sud amb la província de El Collao i per l'oest amb la regió de Moquegua.
Des del punt de vista jeràrquic de l'Església Catòlica, forma part del bisbat de Puno i també de la prelatura de Juli a l'arquebisbat d'Arequipa.

## Història
Cap a l'any 200 aC., es va desenvolupar a la zona la cultura pucará, que es va caracteritzar per les seves grans construccions en forma de piràmides, monuments lítics i esteles, així com per la seva particular terrissa.
La província va ser creada mitjançant un decret del 2 de maig de 1854, durant el govern del president José Rufino Echenique.

## Geografia
Aquesta província ocupa una àrea de 6494,76 km².

## Capital
La seva capital és la ciutat de Puno a la vora del llac Titicaca, a 3848 m s. n. m.

## Demografia
Segons els resultats del cens de població i habitatge de l'any 2017, la població de la província de Puno era de 219 494 habitants.

## Divisió administrativa
Es divideix en quinze districtes:
- Ácora
- Amantaní
- Atuncolla
- Capachica
- Chucuito
- Coata
- Huata
- Mañazo
- Paucarcolla
- Pichacani
- Platería
- Puno
- San Antonio
- Tiquillaca
- Vilque

## Població
Segons els resultats del cens de població i habitatge de l'any 2017, la població de la província de Puno era de 219 494 habitants.
| Districtes que conformen la província de Puno | Districtes que conformen la província de Puno | Població (2017) |
| --------------------------------------------- | --------------------------------------------- | --------------- |
| 1                                             | Ácora                                         | 22 961          |
| 2                                             | Amantaní                                      | 3452            |
| 3                                             | Atuncolla                                     | 4555            |
| 4                                             | Capachica                                     | 7540            |
| 5                                             | Chucuito                                      | 7019            |
| 6                                             | Coata                                         | 6588            |
| 7                                             | Huata                                         | 3155            |
| 8                                             | Mañazo                                        | 5144            |
| 9                                             | Paucarcolla                                   | 4224            |
| 10                                            | Pichacani                                     | 5679            |
| 11                                            | Platería                                      | 7121            |
| 12                                            | Puno                                          | 135 288         |
| 13                                            | San Antonio                                   | 2413            |
| 14                                            | Tiquillaca                                    | 1594            |
| 15                                            | Vilque                                        | 2761            |
| Província de Puno                             | Província de Puno                             | 219 494         |

## Autoritats

### Regionals
- Consellers regionals[3]
  - 2019-2022
- # Jorge Antonio Zúñiga Pineda (Poder Andino)
- # Severo Vidal Flores Ccopa (Movimiento de Integración por el Desarrollo Regional, Mi Casita)

### Municipals
- 2019-2022[3]
  - Alcalde : Martín Ticona Maquera, del Movimiento de Integración por el Desarrollo Regional (Mi Casita).
  - Regidors :
- # Jorge Quispe Apaza (Movimiento de Integración por el Desarrollo Regional, Mi Casita)
- # Rogelio Pacompia Paucar (Movimiento de Integración por el Desarrollo Regional, Mi Casita)
- # Wilma Yanet Arizapana Yucra (Movimiento de Integración por el Desarrollo Regional, Mi Casita)
- # Eliana Mazuelos Chávez (Movimiento de Integración por el Desarrollo Regional, Mi Casita)
- # Adolfo Pérez Pérez (Movimiento de Integración por el Desarrollo Regional, Mi Casita)
- # Eddy Narciso Larico Tintaya (Movimiento de Integración por el Desarrollo Regional, Mi Casita)
- # Juan José Yucra Quispe (Movimiento de Integración por el Desarrollo Regional, Mi Casita)
- # Yannina Mitza Arias Huaco (Poder Andino)
- # Richar Leandro Tipus Quispe (Poder Andino)
- # José Domingo Calisaya Mamani (Frente Amplio para el Desarrollo del Pueblo)
- # Carmel Alejo Mayta (Frente Amplio para el Desarrollo del Pueblo)

### Policials
- Comissaria Central Policial de Puno
  - Comissari: Comandant PNP Elmer Alfredo Eduardo Huanca

## Educació

### Superior
1. Universitat Nacional del Altiplano.
2. Pedagógico público de Puno.
3. Instituto de Educación Superior Tecnológico de Puno José Antonio Encinas.

## Festivitats
- Febrer: Verge de la Candelaria

## Turisme
- La Catedral de Puno és una mostra del barroc andí, una barreja del barroc espanyol que inclou elements andins que confereixen al monument el seu caràcter mestís.